# 南京內學院舊址
南京內學院舊址位於重慶市江津區幾江鎮街道辦事處東門公園內，文物遺址年代為1938年-1946年，2009年12月15日列為第二批重慶市文物保護單位。